# Sand Hill, Mississippi
 Sand Hill är en ort i Rankin County i delstaten Mississippi, USA.
Friidrottaren Tori Bowie (1990–2023) föddes i Sand Hill.